# Cañada Honda
Cañada Honda es una localidad argentina, ubicada en el centro sur de la provincia de San Juan, al sur de la ciudad de San Juan, es un distrito del departamento Sarmiento, emplazada en el centro norte de dicha jurisdicción, al oeste de la localidad de Media Agua.
Es una localidad desarrollada a través de la RN 153, circundada por un paisaje desértico, núcleo de una estación ferroviaria, utilizada para el cargamento de minerales, que son extraídos de la región, También escasamente se desarrolla la agricultura.
En cuanto a los servicios se desarrolla en forma escasa, posee un pequeño centro de salud y una escuela.
La localidad es sede del parque solar más grande de América Latina, el Parque Solar Fotovoltaico Cañada Honda

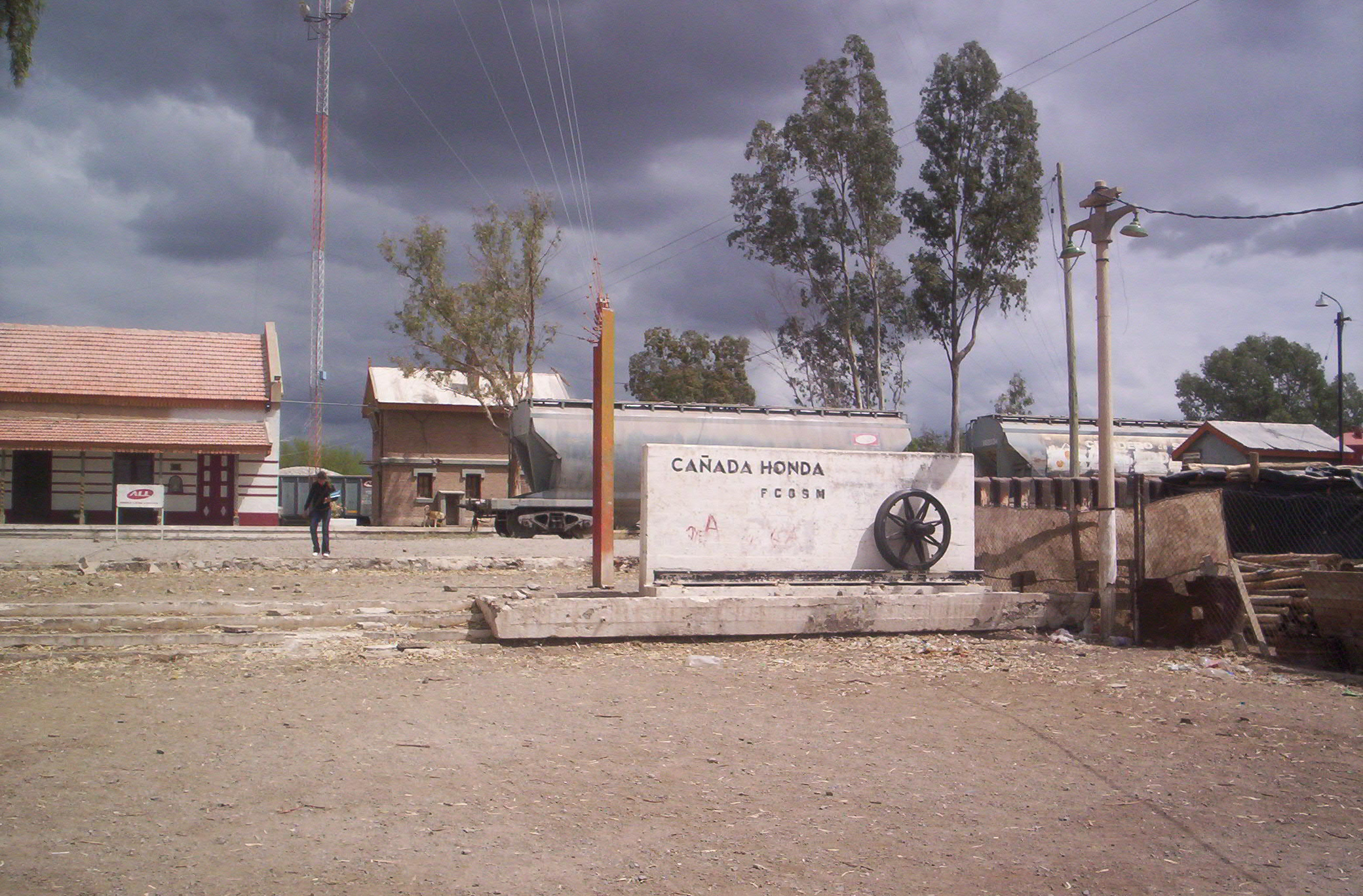
Estación de Cañada Honda.

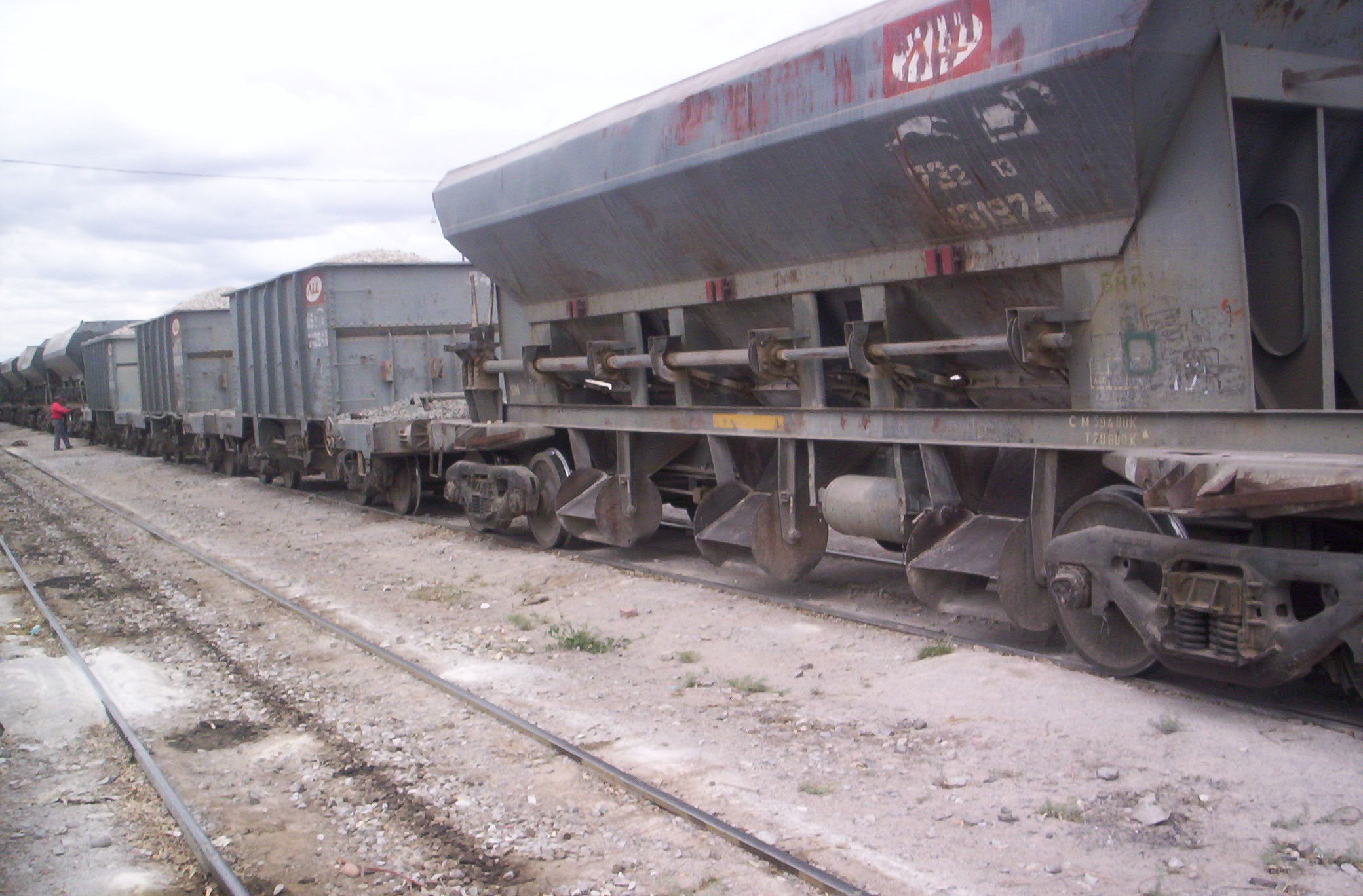
Tren que transporta minerales en la estación de Cañada Honda.

## Población
Cuenta con 310 habitantes (Indec, 2001), lo que representa un incremento del 34,2% frente a los 231 habitantes (Indec, 1991) del censo anterior.

### Sismicidad
La sismicidad del área de Cuyo (centro oeste de Argentina) es frecuente y de intensidad baja, y un silencio sísmico de terremotos medios a graves cada 20 años en distintas áreas aleatorias.

### Terremoto de Caucete 1977
El 23 de noviembre de 1977, la región fue asolada por un terremoto y que dejó como saldo lamentable algunas víctimas, y un porcentaje importante de daños materiales en edificaciones.
El Día de la Defensa Civil fue asignado por un decreto recordando el sismo que destruyó la ciudad de Caucete el 23 de noviembre de 1977, con más de 40.000 víctimas sin hogar. No quedaron registros de fallas en tierra, y lo más notable efecto del terremoto fue la extensa área de licuefacción (posiblemente miles de km²).
El efecto más dramático de la licuefacción se observó en la ciudad, a 70 km del epicentro: se vieron grandes cantidades de arena en las fisuras de hasta 1 m de ancho y más de 2 m de profundidad. En algunas de las casas sobre esas fisuras, el terreno quedó cubierto de más de 1 dm de arena.

#### Sismo de 1861
Aunque dicha actividad geológica ocurre desde épocas prehistóricas, el terremoto del 20 de marzo de 1861 señaló un hito importante dentro de la historia de eventos sísmicos argentinos ya que fue el más fuerte registrado y documentado en el país. A partir del mismo la política de los sucesivos gobiernos mendocinos y municipales han ido extremando cuidados y restringiendo los códigos de construcción. Pero solo con el terremoto de San Juan de 1944 del 15 de enero de 1944 (81 años) el gobierno sanjuanino tomó estado de la enorme gravedad sísmica de la región.